# Rhynchostegium funckii
Rhynchostegium funckii là một loài rêu trong họ Brachytheciaceae. Loài này được Schimp. De Not. mô tả khoa học đầu tiên năm 1867.